# Rocchette di Fazio
Rocchette di Fazio is een plaats (frazione) in de Italiaanse gemeente Semproniano.